# M1 (Fernsehen)
M1 (ursprünglich MTV1) ist ein Fernsehsender der ungarischen öffentlich-rechtlichen Rundfunkanstalt Duna Média. Das Programm besteht hauptsächlich aus Filmen, Serien und Sport. Es werden aber auch Dokumentarfilme und Wirtschaftssendungen ausgestrahlt. Am 15. März wurde M1 zu einem 24-stündigen Nachrichtensender umgewandelt und die früheren Programme sind seither auf Duna zu sehen.
Der Sender wird in Ungarn landesweit terrestrisch verbreitet (analog und digital) und ist über die Satelliten Thor 6, Intelsat 10-02 und AMOS-60 in den Pay-TV-Paketen von UPC Direct, RCS DigiTV und T-Home verfügbar. Die Einschaltquoten gingen allerdings seit der Liberalisierung des Fernsehmarktes stets zurück und betragen derzeit 10 Prozent Marktanteil.

## Sendungen

### Magazine
M1 überträgt regelmäßig Magazine für die Minderheiten Ungarns, teilweise mit ungarischen Untertiteln. Dazu gehört die deutschsprachige Sendung Unser Bildschirm (dienstags), Srpski ekran auf Serbisch, Domovina auf Slowakisch, Slovenski utrinki auf Slowenisch, Ecranul Nostru auf Rumänisch, Hrvatska kronika auf Kroatisch, Roma Fórum und Roma Magazin auf Romani sowie Rondó auf Griechisch.